# Ålandsprotokollet
Ålandsprotokollet är ett protokoll fogat till anslutningsfördraget 1994 om Finlands, Sveriges och Österrikes EU‑anslutning. Det fastställer Ålands särställning i EU. Protokollet undertecknades den 24 juni 1994 och trädde i kraft 1 januari 1995. Som del av unionens primärrätt kan det endast ändras med samtliga medlemsstaters samtycke.

## Bakgrund
På grund av Ålands självstyrelse krävdes Ålands lagtings godkännande för Finlands EU‑anslutning. Inför förhandlingarna begärde Åland undantag som skulle skydda självstyrelsen och ekonomin. Resultatet blev Ålandsprotokollet.
Åland höll två folkomröstningar 1994. Den 16 oktober röstade 51,9 procent ja till medlemskap (Finland totalt 56,9 procent). Den 20 november godkände 73,6 procent medlemskap på de villkor som senare skrevs in i protokollet. Lagtinget sade ja den 2 december, och landskapet anslöt till EU 1 januari 1995.

## Innehåll
Protokoll nr 2 om Åland består av tre artiklar.

### Artikel 1 – Hembygdsrätt
EU erkänner den åländska hembygdsrätten. Existerande regler för jordförvärv, etableringsrätt och tjänster fortsätter därför att gälla på Åland och skyddar ögruppens kultur och språk.

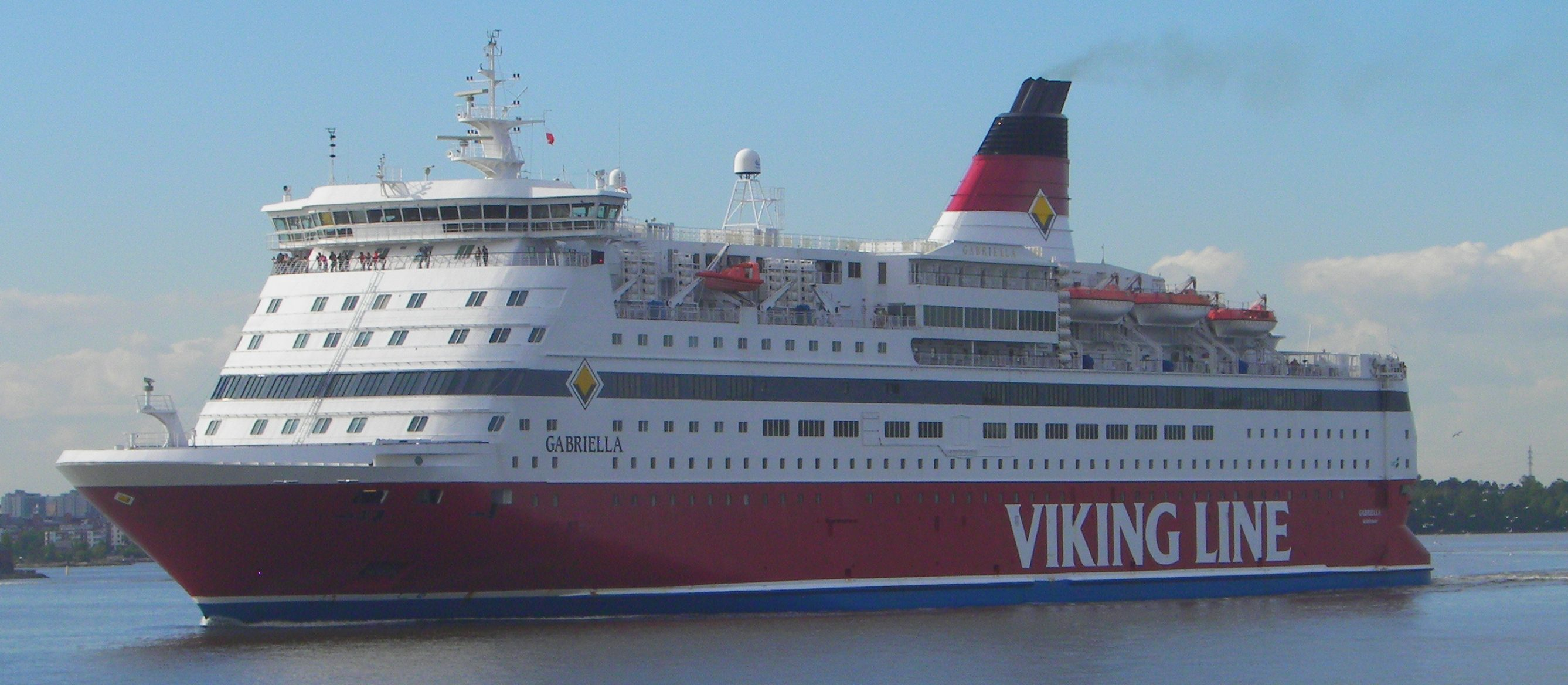
Ålandsprotokollet möjliggör fortsatt taxfreeförsäljning på färjor som anlöper Åland.

### Artikel 2 – Skatteundantag
Åland står utanför EU:s mervärdes‑ och punktskattesystem men ingår i tullunionen. Handel mellan Åland och övriga EU‑territorier, även Fasta Finland, behandlas som import respektive export. Undantaget gör det möjligt att sälja varor taxfree på trafik till och från Åland.

### Artikel 3 – Likabehandling
Finland ska säkerställa likabehandling av alla fysiska och juridiska personer på Åland.